# Любельська сільська рада
Любельська сільська рада — орган місцевого самоврядування у Жовківському районі Львівської області з адміністративним центром у с. Любеля.

## Загальні відомості
Історична дата утворення: в 1944 році. Водоймища на території, підпорядкованій даній раді: річки Біла, Жабник.

## Населені пункти
Сільській раді підпорядковані населені пункти:
- с. Любеля
- с. Бесіди
- с. Забрід
- с. Залози
- с. Казумин
- с. Соснина

## Склад ради
Рада складається з 16 депутатів та голови.